# دهستان کوشکنار
دهستان کوشکنار، یکی از دهستان‌های بخش کوشکنار شهرستان پارسیان در استان هرمزگان ایران است. مرکز این دهستان، شهر کوشکنار است.

## جمعیت
بر پایه سرشماری عمومی نفوس و مسکن در سال ۱۳۹۵، جمعیت دهستان کوشکنار برابر با ۴٬۸۴۱ نفر بوده‌است.